# 토요일! 토요일은 즐거워
《토요일! 토요일은 즐거워》는 1985년 11월 9일에서 1997년 3월 1일까지 방송되었던 음악 프로그램이다.

## 역사
1985년 11월 9일 쇼 2000의 후속으로 첫방송되었다. 1993년까지 쇼와 음악이 어우러진 생방송으로 진행된 인기 버라이어티쇼였다. 1991년까지 이덕화가 진행하였으며, 같은 기간 동안 송옥숙, 김청, 조용원, 김희애 등 많은 여성 MC가 함께 했다. 이때 이덕화의 ‘부탁해요~’가 유행을 타면서 현재까지도 유명하다. 1991년 이덕화가 하차한 뒤 박상원, 김연주, 최민수, 김혜수 등의 조합으로 1992년까지 뒤를 이었다.
1992년 가을 개편부터 대형 버라이어티쇼의 제작 형태를 버리고 뮤직&토크 형식의 소규모 녹화제작을 지향하게 되었는데 권인하와 이영현이 첫 진행자였다. 1993년 봄 개편부터 이승연의 단독 진행으로 다시 생방송 뮤직쇼 형식으로 바뀌었다.
1994년부터 뮤직쇼가 아니라 오락 프로그램으로 바뀌면서 처음 시간대인 토요일 저녁 6시 50분으로 돌아오면서, 김승현, 심은하, 이본 등 3인 진행체제를 처음으로 시도하였다. 하지만 진행자 간의 부조화나 어설픈 진행 등이 드러나며 프로그램의 인기도 예전같지 않게 되었으며, 급기야 1993년 10월 23일 시작한 SBS 코미디 프로그램 《웃으며 삽시다》와의 경쟁에서 밀리게 되었다.
이후 김용만, 이승연, 김승현, 이승연 등으로 근근이 명맥을 이어갔으나 《웃으며 삽시다》 뿐 아니라 1996년 3월 9일 첫 회가 나간 KBS 2TV 《토요일 전원출발》 때문에 더욱 하락세를 보이게 되었는데 1995년 5월 20일부터 메인 MC로 발탁된 김용만은 그 해 10월 21일 시작된 앞시간대 프로그램 《TV 파크》공동진행을 맡아 같은 달 14일 방송분을 끝으로 메인 MC 자리에서 물러났으며, 김용만의 후임으로는 1994년 4월 16일부터 진행을 맡아 온 김승현이 재투입됐다.
그 뒤 이승연이 자사 월화 미니시리즈 《아이싱》에 캐스팅되면서 빠진 뒤 김혜수가 1996년 3월 9일부터 후임으로 들어왔지만 해당 프로그램 외에도 자사 일요아침드라마 《짝》출연과 1996년 4월 24일 시작된 자사 수목극 《사과꽃 향기》 캐스팅 등의 바쁜 스케줄 탓인지 컨디션 조절에 어려움을 겪게 되자 같은 해 10월 19일 방송분을 끝으로 김승현과 동반 하차하여 한동안 브라운관에서 사라졌으며, 김혜수는 그 이후 12월 8일부터 복귀한 《짝》에만 전념했으며, 김승현하고 김혜수의 후임으로는 1996년 10월 26일부터 이지훈과 황신혜가 들어왔는데 갈수록 시청률이 떨어져 1997년 3월 1일 방영분을 마지막으로 《토요일 토요일은 즐거워》는 12년만에 종영되었으며, 후속으로는 《쇼 토요특급》이 방영되었다.

## 방송 시간
| 방송 채널 | 방송 기간                          | 방송 시간                            |
| --------- | ---------------------------------- | ------------------------------------ |
| MBC TV    | 1985년 11월 9일 ~ 1992년 11월 14일 | 매주 토요일 저녁 6시 50분 ~ 8시      |
| MBC TV    | 1994년 4월 16일 ~ 1997년 3월 1일   | 매주 토요일 저녁 6시 50분 ~ 8시      |
| MBC TV    | 1992년 11월 21일 ~ 1993년 1월 16일 | 매주 토요일 오후 4시 40분 ~ 5시 40분 |
| MBC TV    | 1993년 1월 23일 ~ 1994년 4월 9일   | 매주 토요일 오후 5시 10분 ~ 6시 10분 |

## 역대 MC
| 기수 | 진행자                                 | 방송 기간                                              |
| ---- | -------------------------------------- | ------------------------------------------------------ |
| 1기  | 이덕화, 송옥숙                         | 1985. 11. 9 ~ 1987. 4. 4                               |
| 2기  | 이덕화, 김진아                         | 1987. 4. 11 ~ 1987. 10. 10                             |
| 3기  | 이덕화, 김청                           | 1987. 10. 17 ~ 1988. 10. 29 1989. 5. 27 ~ 1989. 10. 28 |
| 4기  | 이덕화, 조용원                         | 1988. 11. 5 ~ 1989. 5. 20                              |
| 5기  | 이덕화, 김희애                         | 1989. 11. 4 ~ 1991. 4. 13                              |
| 6기  | 박상원, 김연주                         | 1991. 4. 20 ~ 1992. 4. 25                              |
| 7기  | 최민수, 김혜수                         | 1992. 5. 2 ~ 1992. 11. 14                              |
| 8기  | 권인하, 이영현                         | 1992. 11. 21 ~ 1993. 4. 10                             |
| 9기  | 이승연                                 | 1993. 4. 24 ~ 1993. 8. 14                              |
| 10기 | 이승연, 김흥국, 조갑경, 신수경, 홍기훈 | 1993. 8. 21 ~ 1993. 9. 4                               |
| 11기 | 이승연, 김흥국, 조갑경, 신수경, 김태욱 | 1993. 9. 11 ~ 1993. 10. 16                             |
| 12기 | 김정균, 이상아, 김태욱, 신수경, 김연수 | 1993. 10. 23 ~ 1993. 11. 6                             |
| 13기 | 김정균, 서세원, 김태욱, 신수경, 김연수 | 1993. 11. 13 ~ 1993. 12. 11                            |
| 14기 | 이승연, 서세원, 김태욱, 신수경, 황인정 | 1993. 12. 18 ~ 1994. 1. 15                             |
| 15기 | 이승연, 황인정, 이승우, 김정렬         | 1994. 1. 22 ~ 1994. 4. 9                               |
| 16기 | 김승현, 심은하                         | 1994. 4. 16 ~ 1994. 5. 7                               |
| 17기 | 김승현, 심은하, 이본                   | 1994. 5. 14 ~ 1994. 10. 22                             |
| 18기 | 김승현, 이승연                         | 1994. 10. 29 ~ 1995. 4. 22                             |
| 19기 | 주병진, 이승연                         | 1995. 4. 29                                            |
| 20기 | 김용만, 이승연                         | 1995.5.20~ 1995.10.14                                  |
| 21기 | 김승현, 이승연                         | 1995.10.21 ~ 1996.3.2                                  |
| 22기 | 김승현, 김혜수                         | 1996.3.9 ~ 1996.10.19                                  |
| 23기 | 황신혜, 이지훈                         | 1996.10.26 ~ 1997.3.1                                  |

최장수 남자 MC: 이덕화
최장수 여자 MC: 이승연

## 결방 사유 및 편성 변경
1985년
- 12월 7일 : 청소년을 위한 겨울음악회 방송으로 인한 결방
- 12월 21일 : 85 MBC 대학가요제 방송으로 인한 결방

1986년
- 3월 1일 : 제6회 청소년을 위한 신춘음악회 방송으로 인한 결방
- 6월 14일 : 특집 MBC 권투 <WBA 주니어 플라이급 타이틀전> 중계방송으로 인한 결방
- 7월 26일 : 86 서울국제가요제 방송으로 인한 결방
- 8월 2일 : 제7회 MBC 강변가요제 방송으로 인한 결방
- 9월 27일 ~ 10월 4일 : 서울 아시안게임 중계방송으로 인한 결방

1987년
- 6월 6일 : 청소년 야외음악회 방송으로 인한 결방
- 8월 8일 : 87 MBC 강변가요제 방송으로 인한 결방
- 8월 15일 : 독립기념관 개관 기념축제 방송으로 인한 결방
- 11월 14일 : <관훈토론 - 김대중 김종필> 녹화방송으로 인한 결방
- 12월 12일 : 제13대 대통령 선거 후보자 연설 방송으로 인한 결방
- 12월 19일 : 87 MBC 대학가요제 방송으로 인한 결방

1988년
- 1월 2일 : 신년특집 코미디언 총집합 방송으로 인한 결방
- 3월 26일 : 제24회 백상예술대상 시상식 방송으로 인한 결방
- 5월 21일 : 88 미스코리아 선발대회 방송으로 인한 결방
- 6월 25일 : 6.25 특선방화 <불꽃> 방송으로 인한 결방
- 8월 6일 : 88 MBC 강변가요제 방송으로 인한 결방
- 9월 10일 : 88 서울국제가요제 방송으로 인한 결방
- 9월 17일 ~ 10월 1일 : 서울 올림픽 중계방송으로 인한 결방
- 10월 15일 : 장애자올림픽 개막 축하쇼 <굳세게, 힘차게, 다함께> 방송으로 인한 결방
- 12월 24일 : 88 MBC 대학가요제 방송으로 인한 결방
- 12월 31일 : 88 MBC 가요대제전 방송 준비 관계로 인한 결방

1989년
- 2월 18일 : 특집쇼 <듀란듀란> 방송으로 인한 결방
- 6월 17일 : 대통령배 국제축구대회 중계방송으로 인한 결방
- 6월 25일 : 6.25 특집 우정의 무대 방송으로 인한 결방
- 8월 5일 : 89 MBC 강변가요제 방송으로 인한 결방
- 9월 16일 : 서울 올림픽 1주년 경축쇼 <환희의 그날> 이란 토요일! 토요일은 즐거워 특집 방송이 됨.
- 10월 28일 : 이탈리아 월드컵 아시아지역 최종예선 <대한민국 vs UAE> 중계방송으로 인한 결방
- 12월 9일 : 89 MBC 대학가요제 미주본선대회 방송으로 인한 결방
- 12월 23일 : 89 MBC 대학가요제 방송으로 인한 결방
- 12월 30일 : 89 MBC 연기대상 방송으로 인한 결방

1990년
- 5월 5일 : 제8회 MBC 창작동요제 방송으로 인한 결방
- 12월 1일 : 90 MBC 대학가요제 방송으로 인한 결방
- 12월 15일 : MBC 특별기획 <어린이에게 새 생명을> 방송으로 인한 결방
- 12월 29일 : 90 MBC 연기대상 방송으로 인한 결방

1991년
- 5월 25일 : 난영가요제 방송으로 인한 결방
- 9월 14일 : 제2회 한민족 체전 축하공연 방송으로 인한 결방
- 11월 30일 : 창사 30주년 MBC 특별기획 <어린이에게 새 생명을> 방송으로 인한 결방
- 12월 21일 : 91 MBC 대학가요제 방송으로 인한 결방
- 12월 28일 : 91 MBC 방송대상 방송으로 인한 결방

1992년
- 6월 6일 : 현충일 특집 <어느 병사의 이야기> 방송으로 인한 결방
- 11월 28일 : MBC 특별기획 <어린이에게 새 생명을> 방송으로 인한 결방
- 12월 12일 : 92 MBC 대학가요제 방송으로 인한 결방
- 12월 19일 : 제14대 대통령 선거 당선자 특집 방송으로 인한 결방
- 12월 26일 : 92 MBC 방송대상 방송으로 인한 결방

1993년
- 4월 10일 : 제31회 대종상영화제 방송으로 인한 결방
- 5월 22일 : 93 미스코리아 선발대회 방송으로 인한 결방
- 7월 10일 : 빌 클린턴 미국 대통령 기자회견, 국회연설, 특집좌담 방송으로 인한 결방
- 12월 4일 : 창사특집 <다시뛰는 작은 거인들> 방송으로 인한 결방
- 12월 11일 : 93 MBC 대학가요제 방송으로 인한 결방

1994년
- 4월 2일 : 제32회 대종상영화제 방송으로 인한 결방
- 5월 7일 : MBC 특별기획 <어린이에게 새 생명을> 방송으로 인한 결방
- 7월 30일 : 94 해양스포츠 축제 축하쇼 방송으로 인한 결방
- 8월 13일 : 여름특집 <아름다운 것이 좋다> 방송으로 인한 결방
- 9월 3일 : 제21회 한국방송대상 시상식 중계방송으로 인한 결방
- 10월 15일 : 개편특집 대행진 <94 새 MBC> 방송으로 인한 결방

1995년
- 5월 6일 : MBC 특별기획 <어린이에게 새 생명을> 방송으로 인한 결방
- 5월 13일 : 95 미스코리아 선발대회 방송으로 인한 결방
- 6월 24일 : 지방선거 연설방송으로 인한 결방
- 9월 2일 : 후쿠오카 하계 유니버시아드 축구 결승전 <대한민국 vs 일본> 중계방송으로 인한 결방
- 9월 8일 : 추석특집 <올스타 폭소가요제> 방송으로 인한 결방

1996년
- 2월 17일 : 설특집 <스타 가요제전> 방송으로 인한 결방
- 3월 2일 : 개편특집 <우리들의 스타> 방송으로 인한 결방
- 5월 4일 : MBC 특별기획 <어린이에게 새 생명을> 방송으로 인한 결방
- 5월 18일 : 아프로 아시아 축구 선수권 대회 <천안 일화 vs 남아공 올랜도> 중계방송으로 인한 결방
- 5월 25일 : 96 미스코리아 선발대회 방송으로 인한 결방
- 6월 1일 : 2002 월드컵 유치기념 특집 <한마음 한마당 월드컵 코리아> 방송으로 인한 결방
- 8월 3일 : 8월 4일 예정인 애틀랜타 올림픽 남자 마라톤 방송으로 인한 결방[4]
- 10월 19일 : 가을개편 축하쇼 - 새로운 시작을 위하여 방송으로 인한 결방
- 12월 7일 : 11월 30일부터 12월 1일까지 창사특집 방송으로 인한 결방[5]

1997년
- 2월 8일 : 설날특집 쇼 <아빠의 청춘> 방송으로 인한 결방

## 참고 사항
- 서태지와 아이들은 1992년 3월 14일 《토요일! 토요일은 즐거워》를 통해 음악 프로그램에서의 데뷔 무대를 가졌다. 또한 H.O.T. 역시 1996년 9월 7일 같은 프로그램을 통해 처음으로 텔레비전에 출연하였다. 한편, 대한민국의 케이블 방송국인 MBC 뮤직에서는 1987년부터 1990년까지의 방송분을 재방송하기도 하였다.

## 타이틀 변천사
| 기수 | 타이틀                  | 방송 기간                          |
| ---- | ----------------------- | ---------------------------------- |
| 1기  | 그랜드 쇼               | 1969년 8월 16일 ~ 1974년 2월 16일  |
| 2기  | 토요일 토요일 밤에      | 1974년 2월 23일 ~ 1981년 3월 14일  |
| 3기  | 쇼2000                  | 1981년 3월 21일 ~ 1985년 6월 9일   |
| 4기  | 토요일! 토요일은 즐거워 | 1985년 11월 9일 ~ 1997년 3월 1일   |
| 5기  | 쇼 토요특급             | 1997년 3월 8일 ~ 1999년 1월 23일   |
| 6기  | 베스트 토요일           | 1999년 5월 15일 ~ 1999년 10월 16일 |
| 7기  | 목표달성! 토요일        | 2000년 2월 26일 ~ 2002년 10월 19일 |
| 8기  | 토요일                  | 2005년 4월 23일 ~ 2005년 10월 22일 |
| 9기  | 강력추천 토요일         | 2005년 10월 29일 ~ 2006년 4월 29일 |

## 같이 보기
- 쇼 특급 (KBS)
- 쇼 토요특급 (KBS)
- 토요대행진 (KBS)
- 토요일 전원출발 (KBS)
- 토요일